# Сафронова Інеса Павлівна
Інеса Павлівна Сафронова (28 серпня 1924, Москва — 6 травня 2004, Харків) — радянський і український вчений-правознавець, доктор юридичних наук, професор кафедри історії держави і права Харківського юридичного інституту. Лауреат Державної премії України в галузі науки і техніки.

## Біографія
Інеса Сафронова народилася 28 серпня 1924 року у Москві. У 1942—1944 роках навчалась у Ташкентському юридичному інституті, потім з 1944 до 1946 року — у Харківському юридичному інституті. По закінченню інституту, вступила у аспірантуру у цей же виш.
У 1949 році закінчила аспірантуру і почала працювати в інституті на кафедрі історії держави і права. Працювала на посаді асистента, згодом, протягом десяти років, була старшим викладачем. У 1962—1981 роках обіймала посаду доцента кафедри вишу. 1981 року отримала вчене звання — професор.
У 1999 році була отримала звання «Заслужений юрист України». У 2002 році стала лауреатом Державної премії України в галузі науки і техніки, у тому ж році стала заслуженим професором Національної юридичної академії України імені Ярослава Мудрого.
Інесса Павлівна померла 6 травня 2004.

## Наукова діяльність
Інеса Павлівна займалася дослідженням проблематики історії держави і права України і зарубіжних країн, також у сферу її наукових інтересів входили такі теми як: розробка питання про створення Української національної держави, її суспільно-політичний і державний устрій у XVII—XIX віках і у 1945—1960 роках. У 1952 році захистила дисертацію «Розвиток трудового права УРСР у 1917—1920 роках» на отримання наукового ступеня кандидата юридичний наук, а у 1972 році захистила докторську дисертацію «Єдиноначальність і колегіальність в управлінні соціалістичними промисловими підприємствами у Радянській державі (1917—1929)».
Була членом двох спеціалізованих дисертаційних рад з захисту докторських дисертацій. Була науковим керівником 3-х кандидатів наук.
Автор і співавтор понад 130 робіт, серед котрих були: «Історія держави і права країн Азії і Африки: Нариси» (1956; у співавторстві), «Радянська держава і право у період Великої Вітчизняної війни» (1964), «Держава і право Росії з лютого по жовтень 1917 р.» (1965), «Історія держави і права СРСР» (частина 2, 1972; у співавторстві), «Розвиток управління промисловим підприємством у Радянській державі» (1975), «Єдиноначальність і колегіальність у соціалістичному промисловому підприємстві» (1979), «Рабовласницька і феодальна держава і право у країнах Азії та Африки» (1981), «Історія держави і права України» (укр. ; частина 1, 1993 і частина 2, 1996; у соавторстве).
У 2000 році було видано двухтомний підручник «Історія держави і права України. Академічний курс», написаний авторським колективом: Гончаренко В. Д., Сафроновою І. П., Страховим М. М., Копиленко О. Л. та Рогожиним А. Й. За цей труд, 16 грудня 2002 року всі автори підручника стали лауреатами Державної премії України у галузі науки і техніки.